# KREEP

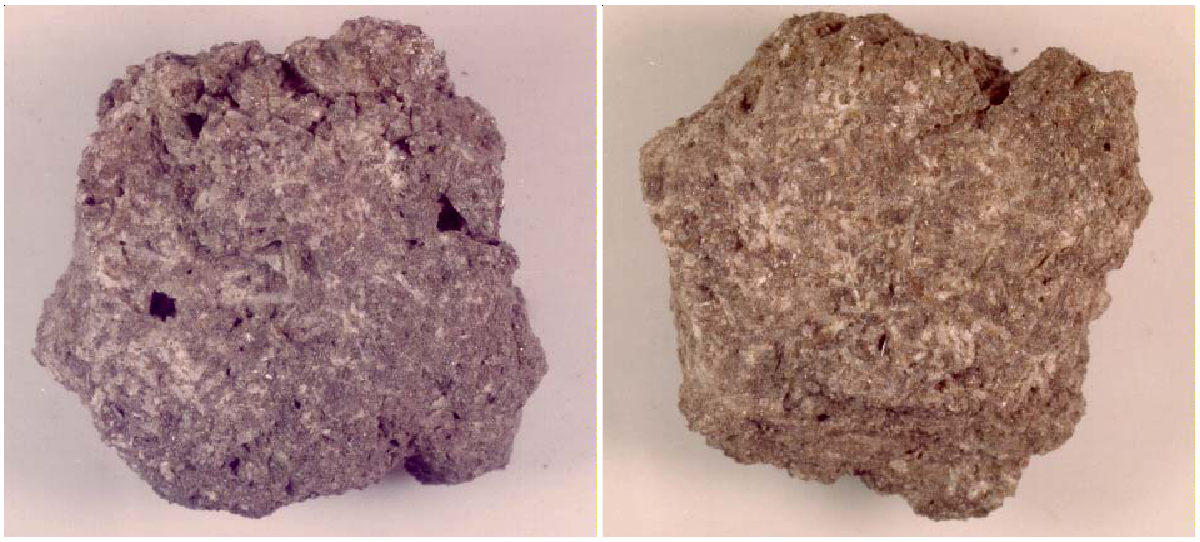
Mostra de basalt "prístin" (és a dir, no contaminat per elements sideròfils a través de meteorits) KREEP (mostra núm. 15386), recollit durant la missió Apol·lo 15 a la regió de Hadley-Apennine prop de les muntanyes dels Apenins.

S'anomena KREEP un tipus de sòl lunar; aquesta designació prové dels components: potassi (K), terres rares (REE, de l'anglès: Rare-earth elements) i fòsfor (P).
Actualment es creu que el KREEP representa les últimes restes de la cristal·lització de l'oceà de magma que existia en els començaments de la història geològica lunar. Grans impactes van excavar l'escorça lunar expulsant el material inferior barrejant-ho amb altres roques formant bretxes de KREEP.
Indirectament l'origen del KREEP és el resultat de la formació de la Lluna, on la teoria més acceptada és que un objecte de la grandària de Mart va col·lidir amb la Terra fa uns 4500 milions d'anys (vegeu Hipòtesi del gran impacte). Aquest impacte va posar una gran quantitat de roques en òrbita al voltant de la Terra que finalment es va agregar de nou formant la Lluna. Considerant la gran quantitat d'energia alliberada en aquest succés, inicialment una gran part de la Lluna hauria estat fosa, formant un oceà de magma gairebé global. Quan aquest oceà va cristal·litzar, minerals com l'olivina i el piroxè haurien precipitat i s'haurien enfonsat per formar el mantell lunar. Després que la cristal·lització va progressar en unes tres quartes parts, la plagioclasa anortosítica hauria començat a cristal·litzar, i a causa de la seva baixa densitat, hauria surat, formant una escorça d'anortosita. Els elements anomenats "incompatibles" (és a dir, aquells que prefereixen la fase líquida durant la cristal·lització del magma) s'hi haurien anat concentrat a mesura que avançava la cristal·lització, formant un magma ric en KREEP, que hauria quedat intercalat entre l'escorça i el mantell.